# HMS H17
HMS H17 – brytyjski okręt podwodny typu H. Zbudowany w roku 1915 w Fore River Shipyard w Quincy, gdzie okręt został wodowany w 1915 roku. 
H17 razem z innymi okrętami zamówionymi w Fore River Shipyard w USA po oddaniu do użytku został internowany w USA do momentu przystąpienia Stanów Zjednoczonych do I wojny światowej w kwietniu 1917 roku.
W lipcu 1917 roku na prośbę Royal Navy HMS H17 oraz pozostałe wyprodukowane w Stanach Zjednoczonych (HMS H13 oraz od HMS H17 do HMS H20) zostały przekazane Armada de Chile, w zamian za zamówione przez marynarkę chilijska, na początku lat dziesiątych XX wieku, a nieukończone w momencie wybuchu I wojny światowej okręty liniowe: „Almirante Latorre” oraz „Almirante Cochrane”. Początkowo okręt nosił miano H3, a w 1924 roku został przemianowany na „Rucumilla”. 
W marynarce chilijskiej służył do 1945 roku.